# Wreck Cove
Wreck Cove est une localité de Terre-Neuve-et-Labrador.